# Långtjärnen (Östmarks socken, Värmland)
Långtjärnen är en sjö i Torsby kommun i Värmland och ingår i Göta älvs huvudavrinningsområde.